# Service Management Facility
Service Management Facility (SMF) es una característica del sistema operativo Solaris que crea un modelo unificado para servicios y su gestión, reemplazando a los tradicionales scripts init.d.
SMF introduce los siguientes conceptos:
- Orden de las dependencias. Unos servicios pueden depender de otros y en un sistema robusto hace falta saber que servicios se verán afectados si un servicio básico falla.
- Configurar el nivel de información durante el arranque
- Delegar tareas a usuarios diferentes a root. Un servicio puede ser configurado para ejecutarse con un nivel reducido de privilegios. Si el servicio se viera comprometido, el daño se verá minimizado.
- Lanzamiento en paralelo de los servicios. Esto acelera el proceso de arranque.
- Reinicio de un servicio en caso de fallo. Trabaja en conjunción con el Solaris Fault Manager, permitiendo al software recuperarse en el caso de un fallo de hardware, un error de administración y errores de software.

## Conceptos SMF
Instancias: un servicio es una colección de configuraciones. Una instancia es una ejecución de un servicio definido. Se pueden tener varias instancias de un mismo servicio, como por ejemplo múltiples servidores web que escuchan en puertos diferentes y usan diferentes directorios raíz WWW.